# France Forstnerič
France Forstnerič - "Forsta", slovenski pesnik, pisatelj in novinar, * 29. januar 1933, Pobrežje pri Ptuju, † 22. maj 2007, Maribor.

## Življenje
Osnovno šolo je obiskoval na Vidmu, šolanje pa nadaljeval na Ptuju in v Ljubljani na Višji pedagoški šoli. Učiteljeval je v Leskovcu in Zavrču v Halozah ter v Središču ob Dravi.
Leta 1958 je postal novinar Večera, od leta 1974 do upokojitve je delal kot dopisnik za kulturo pri Delu. Leta 1979 je diplomiral iz sociologije na Fakulteti za sociologijo, politične vede in novinarstvo v Ljubljani.
Bil je ustanovitelj združbe mariborski literatov, t. i. Mariborkse peterice, ki so ji pripadali še Andrej Brvar, Drago Jančar, Tone Partljič in Marijan Kramberger in ki so ob 80-letnici njegovega rojstva (2013) njemu v spomin pri Beletrini izdali hommage z naslovom Vem, da sem bil v Ljubstavi.

## Književnost
Pisal je dela za odrasle in mladino. V svoja dela je vključeval pokrajinske značilnosti: Haloze, Dravo in kurente. Literarna dela je začel objavljati v Novih obzorjih v drugi polovici 50. let. Njegova prva objavljena pesem je bila Moj vlak je odpeljal v noč (1956), prva pesniška zbirka pa Zelena ječa (1961). Prejel je Levstikovo nagrado za mladinsko delo Srakač, nagrado Prešernovega sklada za pesnitev Pijani kurent, pa tudi Glazerjevo nagrado Mestne občine Maribor.
Kulturna pot po Občini Videm pri Ptuju, imenovana Srakačeva pot, je dobila ime po njegovem mladinskem delu Srakač.
Pri založbi Litera je 2022 izšlo njegovo zbrano delo na 450 oz. 516 staneh pod naslovom Kaj je ostalo (skupaj s Študijo Marijana Krambergerja iz leta 1973, spremno besedo Toneta Partljiča in zapisom Oče Melite Forstnerič Hajnšek, ki je tudi urednica knjige).

## Dela
Pesniške zbirke
- Zelena ječa (1961)
- Dolgo poletje (1968)
- Pijani kurent (1971)
- Pesniški list 32 (1976)
- Izbor Pesmi (1979)
- Ljubstava (1981)
- Drava življenja (1993)

Prozna dela
- Jabolko (1979)
- Brlog (1987) – novele

Mladinska dela
- Srakač (1970)
- Bela murva (1976) – pesniška zbirka